# Lunia Czechowska (Modigliani)
Pour les articles homonymes, voir Lunia Czechowska.
Lunia Czechowska est un tableau réalisé par le peintre italien Amedeo Modigliani vers 1918. Cette huile sur toile est le portrait à mi-corps de Lunia Czechowska, un modèle que l'artiste représente à plusieurs reprises. La jeune femme y figure assise sur une chaise devant un fond vert. L'œuvre est conservée depuis 1952 au musée d'art de São Paulo, à São Paulo, au Brésil.

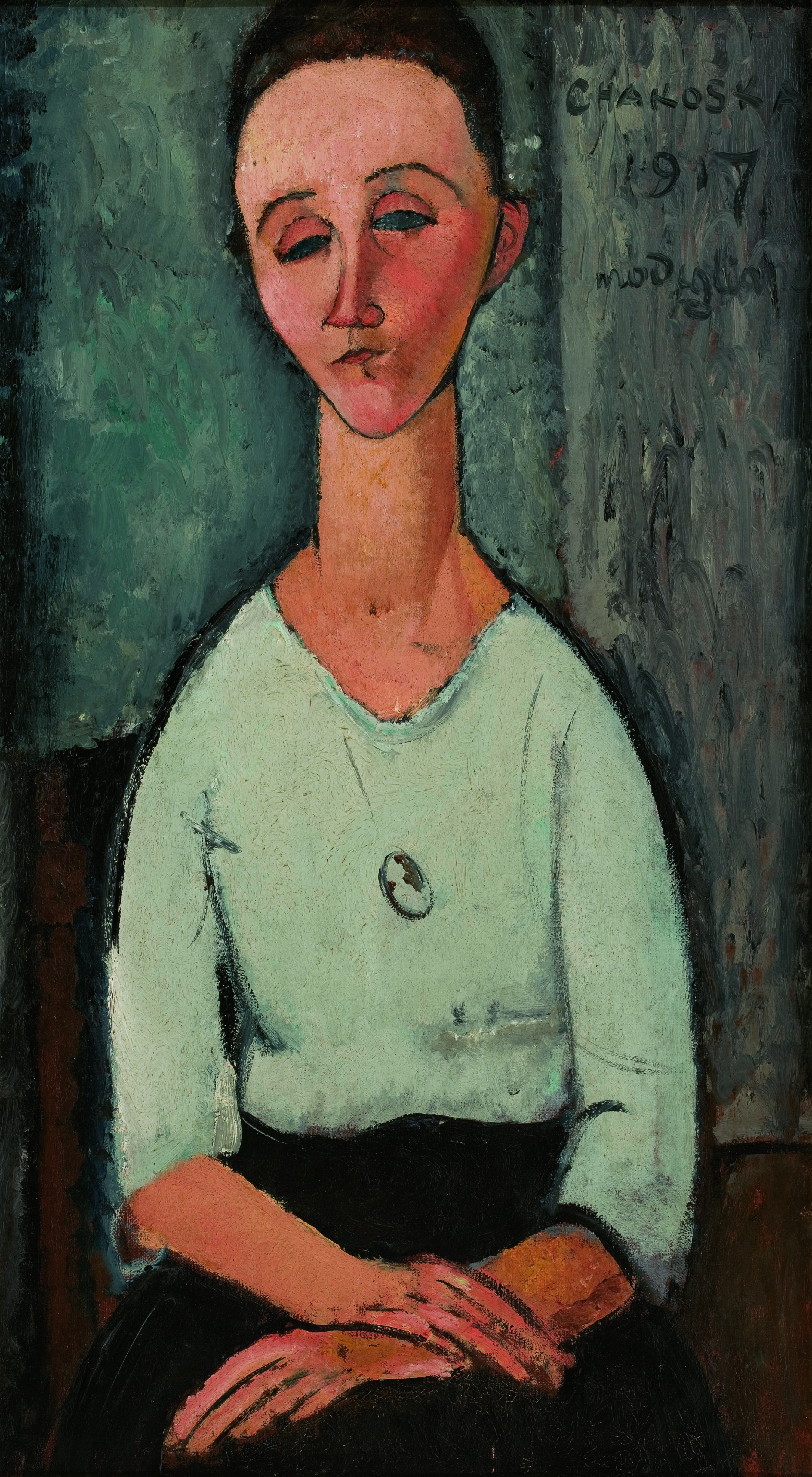
Chakoska, 1917 – Musée d'art de São Paulo, São Paulo.